# Nigar Nazar
Nigar Nazar, née en 1953, est une caricaturiste pakistanaise, considérée comme la première femme caricaturiste du monde musulman,.

## Biographie
Dans une interview, elle avoue avoir lu ses premiers comics alors qu'elle était une enfant aux États-Unis, son père travaillant alors à Washington en tant que diplomate. Elle lit alors les Peanuts, Richie Rich ou encore Petite Lulu. Après le lycée, elle commence des études de médecine qu'elle abandonne pour se tourner vers le dessin et entre dans une école d'art. Elle fait ses débuts dans les années 1970 dans le journal The Sun à la même époque où elle réaliste un dessin animé pour la télévision à Karachi. Elle reçoit une Bourse Fulbright en 2003.
Nigar Nazar est la fondatrice et la directrice exécutive du studio Gogi au Pakistan, qui est aussi le nom du personnage principal de ses bandes dessinées. Son personnage principal, Gogi, qu'elle a créé dans les années 1970,, est une femme du XXIe siècle et dénonce avec de l'humour les problèmes sociaux au Pakistan, comme le fait que les garçons sont préférés aux filles,. Bien qu'elle soit appréciée au Pakistan, ses bande dessinées sont très peu publiées dans son pays natal moins populaire que les bande dessinées d'humour s'intéressant à la politique mais certaines s'affichent sur les bus de la capitale, Islamabad. Elle avoue également devoir s'auto-censurer concernant certains sujets. Dans ses strips, elle dénonce les atteintes aux droits des femmes, la violence religieuse et domestique, les problèmes environnementaux, la corruption et milite pour la tolérance religieuse.
En 2009, elle est invitée au Colorado College par le programme Fulbright et le Visiting Specialist Programme pour parler de son travail et de l'histoire du Pakistan,. Peu de temps auparavant, elle créé un atelier de dessin pour les jeunes filles ayant fui la vallée de la Swat face à l'arrivée des Talibans avec l'aide de l'ONG Society for Tolerance, Environment and Education through Recreation,.
Nazar illustre des livres pour enfants engagés politiquement tels que Stranger Danger, qui s'adresse aux filles pour les mettre en garde face aux recruteurs extrémistes à la recherche de kamikazes.
Elle est aussi la fondatrice de l'association Asian Youth Association for Animators and Cartoonists et dessine pour le Fonds des Nations unies pour l'enfance.
En 2014, elle est nommée parmi les 100 Women de la BBC.